# 岳陽三醉
岳陽三醉，古琴曲。最早見於明代的《古音正宗》。以呂洞賓三醉岳陽樓，飛渡洞庭湖的故事為題，原名羽化登仙。或為羽化登仙的刪節本。

## 收錄琴譜
《古音正宗》、《蓼懷堂琴譜》、《春草堂琴譜》、《蘭田館琴譜》、《琴譜諧聲》、《二香琴譜》、《琴學入門》、《天聞閣琴譜》、《雅齋琴譜》、《沙堰琴編》